# Émilie Dequenne

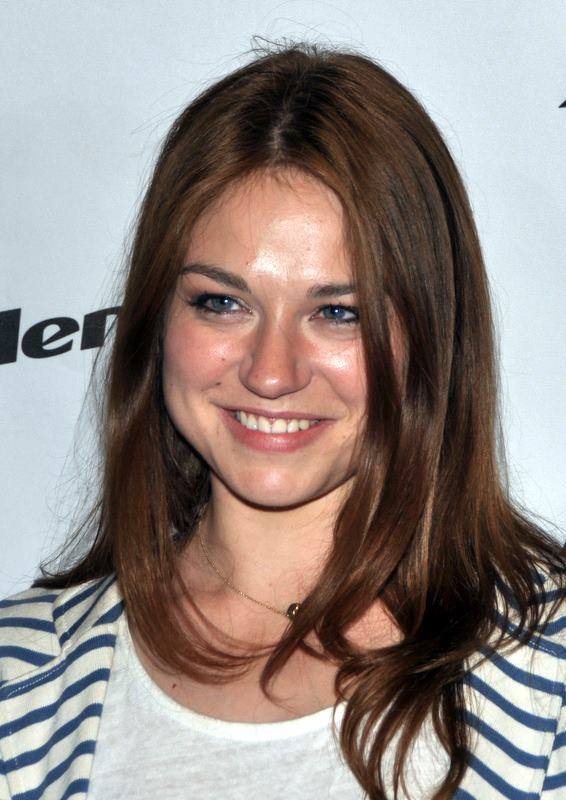
Émilie Dequenne (2012)

Émilie Dequenne (* 29. August 1981 in Belœil, Provinz Hennegau; † 16. März 2025 in Villejuif, Frankreich) war eine belgische Schauspielerin.

## Leben und Karriere
Émilie Dequenne gab ihr Schauspieldebüt 1999 in dem Film Rosetta, danach spielte sie 2001 in Pakt der Wölfe die Rolle der Marianne de Morangias. Seitdem war sie in diversen Hauptrollen in französischen Filmproduktionen zu sehen, ihr Schaffen umfasst mehr als 60 Produktionen.
Beim 49. Internationalen Filmfestival Thessaloniki im Jahr 2008 war sie Mitglied der Jury. Für den Film Chez nous (2017) schlüpfte sie in die Rolle einer Krankenschwester, die bei den Bürgermeisterwahlen für eine rechtspopulistische Partei kandidieren soll. Für ihre Nebenrolle der Louise in Emmanuel Mourets Beziehungsdrama Leichter gesagt als getan (2020) wurde sie 2021 mit dem französischen Filmpreis César als beste Nebendarstellerin ausgezeichnet.
2002 brachte Dequenne ihre Tochter Milla zur Welt. Ab dem 11. Oktober 2014 war sie mit dem französischen Schauspieler Michel Ferracci verheiratet. Sie starb im März 2025 an den Folgen einer Krebserkrankung der Nebennierenrinde.
In einem Nachruf für den Filmdienst bezeichnete Marius Nobach Dequenne als „eine [...] der vielseitigsten Darstellerinnen ihrer Generation“. Im Mai 2025 wurde bei der Eröffnung des 78. Filmfestivals von Cannes an sie erinnert.

## Filmografie (Auswahl)
- 1999: Rosetta
- 2001: Pakt der Wölfe (Le Pacte des loups)
- 2002: Jean Moulin – Leben im Widerstand (Jean Moulin)
- 2002: Laura wirbelt Staub auf (Une femme de ménage)
- 2003: Mariées mais pas trop
- 2004: L’Américain
- 2004: Die Frau des Leuchtturmwärters (L’Équipier)
- 2004: Süße Milch (La Ravisseuse)
- 2004: Die Brücke von San Luis Rey (The Bridge of San Luis Rey)
- 2005: Avant qu’il ne soit trop tard
- 2005: Les états-Unis d’Albert
- 2005: La ravisseuse
- 2006: Henry Dunant – Rot auf dem Kreuz (Henri Dunant: Du rouge sur la croix)
- 2006: Le grand Meaulnes
- 2006: Écoute le temps
- 2007: La vie d’artiste
- 2008: Charlotte Corday (Fernsehfilm)
- 2008: Miroir, mon beau miroir
- 2009: La Fille du RER
- 2009: Obsessions (Fernsehfilm)
- 2009: J’ai oublié de te dire
- 2010: Die Meute (La Meute)
- 2011: Mystère au Moulin Rouge (Fernsehfilm)
- 2012: La traversée
- 2012: À perdre la raison
- 2013: Die Möbius-Affäre (Möbius)
- 2014: Nicht mein Typ (Pas son genre)
- 2014: Divin enfant
- 2014: The Missing (Fernsehserie, acht Folgen)
- 2015: Mary Higgins Clark: Mysteriöse Verbrechen – Das Haus auf den Klippen (Collection Mary Higgins Clark, la reine du suspense; Fernsehserie, Folge 1x04)
- 2015: Par accident
- 2016: Maman a tort
- 2016: Accusé (Fernsehserie, Folge 2x03)
- 2017: Gegen die Flammen (Les Hommes du feu)
- 2017: Das ist unser Land! (Chez nous)
- 2017: Au revoir là-haut
- 2017: La consolation (Fernsehfilm)
- 2018: Eine zweite Chance auf Glück (Une vie après) (Fernsehfilm)
- 2018–2019: À l’intérieur (Fernsehserie, sechs Folgen)
- 2019: La maladroite (Fernsehfilm)
- 2019: Ma mère, le crabe et moi (Fernsehfilm)
- 2019: Je ne rêve que de vous
- 2019–2020: Un homme ordinaire (Fernsehserie, vier Folgen)
- 2020: Leichter gesagt als getan (Les choses qu’on dit, les choses qu’on fait)
- 2021: L’école de la vie (Fernsehserie, sechs Folgen)
- 2021: Astrid et Raphaëlle (Fernsehserie, Folge 2x08)
- 2022: Close
- 2023: Année Zéro (Fernsehserie, vier Folgen)
- 2023: La fille d’Albino Rodrigue
- 2023: Marinette
- 2023: Monsieur Blake zu Diensten (Complètement cramé)
- 2023: Double foyer
- 2024: Rétro Therapy
- 2024: Survive – Gestrandet im Ozean (Survivre)
- 2024: TKT

## Auszeichnungen
- Internationale Filmfestspiele von Cannes 1999: Beste Darstellerin für Rosetta
- Chicago Film Critics Association Award 2000
- Internationale Filmfestspiele von Cannes 2012: Beste Darstellerin in der Sektion Un Certain Regard (À perdre la raison)[5]
- 2013: Magritte: Beste Hauptdarstellerin (À perdre la raison)
- 2015: Magritte: Beste Hauptdarstellerin (Pas son genre)
- 2018: Magritte: Beste Hauptdarstellerin (Chez nous)
- 2021: César: Beste Nebendarstellerin (Les choses qu’on dit, les choses qu’on fait)